# Kakamega
Kakamega in Kenia ist die Hauptstadt des Kakamega Countys (und bis 2013 der Western Province) mit 92.081 Einwohnern (2005) und lebhaftem Markt. Die Stadt liegt etwa 60 km nördlich von Kisumu und des Victoriasees unmittelbar am Äquator auf einem felsenübersäten Hochplateau mit viel Regen und sehr fruchtbarem Land.
Um 1930 war die Stadt Zentrum eines kurzlebigen Goldrausches. Noch heute werden in einer kleinen und baufälligen Goldmine mühsam geringste Mengen Gold aus dem Boden gewaschen.
Neben den üblichen Verwaltungsinstitutionen wie Provinzverwaltung, Krankenhaus, Post und Gefängnis hat Kakamega einen 9-Loch-Golfplatz (mit Golfhotel), ein Stadion, ein Haus für AIDS-Waisen und mehrere Kirchen. Es ist Sitz des römisch-katholischen Bistums Kakamega.
Die meisten Bewohner der Stadt sind Luhya. Die Geburtenrate dieser Region war mit 4,2 jahrelang die höchste der Welt.
Seit 2005 wurde das Kakamega College zu Universität mit landwirtschaftlichem und ökologischem Schwerpunkt ausgebaut. Seit Dezember 2006 gibt es nun die Masinde Muliro University of Science and Technology (MMUST).
In unmittelbarer Nähe der Stadt befindet sich das Kakamega Forest National Reserve, das vom Kongo über Uganda in einem schmalen Zipfel nach Kenia reicht und einen schwachen Schutz genießt. In diesem Wald arbeitet seit 2001 das BIOTA Projekt zur Erhaltung des Regenwaldes.
Der Name ist zurückzuführen auf Swahili für „kaka“ = Bruder und „mega“ = groß, also großer Bruder.

## Söhne und Töchter
- Mark Kadima (* 1964), katholischer Geistlicher, Bischof von Bungoma